# Saxonia (schip, 1900)
De RMS Saxonia was een Brits vracht- en passagiersschip. Het stoomschip had een 32 meter hoge schoorsteen.
Toen in 1897 voor het eerst Groot-Brittannië (White Star Line, Cunard Line) de Blauwe wimpel moest afstaan aan Duitsland (Kaiser Wilhelm der Grosse) bestelde Cunard Line drie nieuwe schepen: de Ivernia, de Saxonia en de SS Carpathia.
In 1954 nam Cunard Line de RMS Saxionia II in dienst.

## Carrière
De Saxonia voer op de Noord-Atlantische route van 1900 tot 1911 waarna het naar de Middellandse Zee verplaatst werd om de lijn Triëst - Boston te bevaren. 
In 1912 werd de eerste klasse verbouwd ten voordele van opslagruimte.
In 1917, tijdens de Eerste Wereldoorlog, werd het schip gebruikt als troepentransportschip om daarna aan te meren in de Theems als gevangenis voor Duitse krijgsgevangenen. Het schip deed een tweede troepentransport in maart 1915.
Na de Eerste Wereldoorlog, vanaf 1919, voer het schip opnieuw op de Noord-Atlantische route en wel tussen Liverpool en New York. In 1920 werd het nog eens grondig verbouwd en voer vanaf dat moment van Londen naar New York.
In 1925 werd het schip afgeschreven en aan een Nederlandse firma te Hendrik-Ido-Ambacht verkocht. Het schip werd daar ontmanteld en tot schroot verwerkt.